# دایره راز
دایره راز (به انگلیسی: The Secret Circle) یک سریال آمریکایی محصول سال ۲۰۱۱ شبکهٔ تلویزیونی سی‌دابلیو است. داستان این سریال در مورد دختری به نام کسی بلیک (با بازی بریت رابرتسون) است که پس از آمدن به شهر مادری خود چنس هاربر متوجه این می‌شود که قدرتی خارق العاده در جادوگری دارد. اما وی تنها جادوگر نیست و افراد دیگری نیز در این شهر جادوگر هستند که با آمدن کسی حلقه آن‌ها کامل شده و می‌توانند جادوهای خود را با هم تقسیم کنند. در تاریخ 1 مه 2012 شبکه CW ‍‍‍‍‍پخش سریال را متوقف کرد.

## خلاصه داستان
پس از مرگ مادر کسی بلیک وی به شهر چنس هاربر می‌آید تا با آخرین عضو خانواده اش یعنی مادربزرگش زندگی کند. پس از مدتی با پنج دوست در مدرسه آشنا می‌شود و آن‌ها به کسی می‌گویند که این شش نفر جادوگر هستند و با بستن حلقه می‌توانند جادوهای خود را کنترل کنند. این افراد حلقه را تشکیل می‌دهند و قادر به کنترل جادوهای خود می‌شوند. از طرفی نسل قبل جادوگران حلقه که قدرت خود را از دست داده بودند به وسیله کریستال‌های جادویی خواهان بازپس گیری قدرت خود هستند و به همین خاطر مجبور می‌شوند یکی از افراد حلقه یعنی نیک آرمسترانگ را به قتل برسانند تا حلقه شکسته شود اما غافل از این هستند که حلقه هیچگاه شکسته نمی‌شود و به نزدیک‌ترین فرد به نیک یعنی برادرش جیک منتقل می‌شود. جیک در ابتدا به خاطر مرگ پدر و مادرش تلاش کرد تا جلوی حلقه را بگیرد و به همین دلیل با شکارچیان جادوگران همکاری کرد اما وقتی فهمید که در واقع همین شکارچیان جادوگران باعث مرگ پدر و مادرش شدند به همکاری با اعضای حلقه پرداخت. شکارچیان جادوگران قصد نابودی این حلقه و گرفتن قدرت این حلقه را داشتند اما متوجه شدند کسی بلیک یک جادوگر معمولی نیست بلکه جادوی وی با قدرت بالای جادوی سیاه هماهنگ است و به روش‌های عادی نمی‌توان قدرت وی را گرفت در همین حین پدر کسی، جان بلکوِل که خود قبلاً همین جادوی سیاه را داشت به کمک کسی می‌آید تا وی را از دست قدرت شیطانی جادوی سیاه و حمله شکارچیان جادوگر حفظ کند.

## فصل‌ها و قسمت‌ها
| فصل   | زمان پخش          | تاریخ شروع فصل  | تاریخ پایان فصل | امتیاز | تماشاگران در آمریکا (میلیون) | امتیاز بزرگسالان ۱۸–۴۹ |
| ----- | ----------------- | --------------- | --------------- | ------ | ---------------------------- | ---------------------- |
| فصل ۱ | پنجشنبه‌ها ۹:۰۰ شب | ۱۵ سپتامبر ۲۰۱۱ | ۱۰ مه ۲۰۱۲      | #۱۴۳   | ۲٫۰۶                         | ۷٫۰                    |

## جوایز
| سال  | جایزه                    | رده                    | نامزد شدن بابت | نتیجه    |
| ---- | ------------------------ | ---------------------- | -------------- | -------- |
| ۲۰۱۱ | ئی! Golden Tater Awards  | بهترین سریال جدید      | دایره راز      | نامزدشده |
| ۲۰۱۱ | TV.com's Best of 2011    | بهترین سریال جدید      | دایره راز      | نامزدشده |
| ۲۰۱۱ | TV.com's Best of 2011    | بهترین سریال فانتزی    | دایره راز      | نامزدشده |
| ۲۰۱۲ | جایزه برگزیده مردم       | سریال جدید محبوب       | دایره راز      | نامزدشده |
| ۲۰۱۲ | جایزه ساترن              | بهترین سریال           | دایره راز      | نامزدشده |
| ۲۰۱۲ | PAAFTJ Television Awards | بهترین موزیک متن سریال | دایره راز      | نامزدشده |

## بازیگران اصلی
| بازیگر           | نقش           | توضیحات                                                                                           |
| ---------------- | ------------- | ------------------------------------------------------------------------------------------------- |
| بریت رابرتسون    | کسی بلیک      | جادوگری از حلقه که دارای قدرت جادوی سیاه است.                                                     |
| توماس دکر        | آدام کنانت    | یکی از دو مرد حاضر در حلقه که علاقه زیاد به کسی دارد و در عین حال در حال رابطه با دایانا نیز هست. |
| گیل هارولد       | چارلز مید     | پدر دایانا و از اعضای نسل قبل حلقه.                                                               |
| فیبی تانکین      | فِی چامبرلین   | یکی از دختران حاضر در حلقه که خواستار جدایی از حلقه و بازپس گیری قدرت انفرادی اش است.             |
| شلی هنیگ         | دایانا مید    | از اعظای حله و در اوایل سریال دوست دختر ادام و در اخر دختر جان بلک ول و خواهر کسی بلیک            |
| جسیکا پارکر کندی | ملیسا گلیسر   | از اعضای حلقه که با نیک از اعضای سابق حلقه رابطه عاشقانه داشت.                                    |
| کریس زیلکا       | جیک آرمسترانگ | از اعظای حلقه دوست پسر فی برادر نیک                                                               |
| جو لاندو         | جان بلک ول    | پدر کسی و از قوی‌ترین جادوگران دارای جادوی سیاه.                                                   |
| اشلی کرو         | جین بلیک      | مادربزرگ کسی که از جادوگران قدیمی محسوب می‌شود.                                                    |
| لوئیس هانتر      | نیک آرمسترانگ | از اعضای حلقه که پس از ایجاد حلقه با قدرت ابلیس توسط پدر دایانا به قتل می‌رسد.                     |
| ناتاشا هنستریج   | دان چامبرلین  | مادر فِی و از اعضای نسل قبل حلقه که خواستار بازگشت قدرت قبلی اش است.                               |